# Kritsada Wongkaeo
Kritsada Wongkaeo (in thailandese กฤษดา วงษ์แก้ว; Ratchaburi, 29 aprile 1988) è un giocatore di calcio a 5 ed ex calciatore thailandese.

## Carriera
Wongkaeo ha preso parte a quattro edizioni della Coppa del Mondo con la Nazionale di calcio a 5 della Thailandia, della quale è stato inoltre capitano. Fatta eccezione per una stagione giocata nel campionato indonesiano con il Black Steel, Wongkaeo ha legato l'intera carriera al Chonburi con cui ha vinto 10 campionati thailandesi e due AFC Futsal Club Championship. Ricevuta la disponibilità della dirigenza del Bluewave, nel gennaio del 2023 passa in prestito al Nakhon Pathom Utd per realizzare il sogno di giocare professionalmente a calcio. La vittoria della Thai League 2, e la conseguente possibilità di esordire nella massima serie, convince Wongkaeo a rimandare di una stagione il suo ritorno al calcio a 5.

## Palmarès

### Calcio a 5

#### Competizioni nazionali
- Campionato thailandese: 10
Chonburi: 2009, 2010, 2011-12, 2012-13, 2014, 2015, 2016, 2017, 2020, 2021-22

#### Competizioni internazionali
- AFC Futsal Club Championship: 2
Chonburi: 2013, 2017

### Calcio
- Thai League 2: 1
Nakhon Pathom Utd: 2022-23